# Марк Прайор
Марк Лунсфорд Прайор (англ. Mark Lunsford Pryor; нар. 10 січня 1963, Фаєтвіль, Арканзас) — американський політик-демократ. Він представляв штат Арканзас у Сенаті США з 2003 по 2015.

## Життєпис
Він вивчав право в Університеті Арканзасу, отримав ступені бакалавра і доктора права. Після навчання він працював юристом.
Прайор є сином колишнього губернатора (1975–1979) і сенатора (1979–1997) з Арканзасу Девіда Прайора. Він був членом Палати представників Арканзас з 1991 по 1994, а потім працював генеральним прокурором штату з 1999 по 2003.
У 2002 році Прайор переміг діючого сенатора-республіканця Тіма Гатчінсона (53 % проти 47 %), належить до поміркованого крила демократів. Він був переобраний у 2008 році.
Він підтримав Гілларі Клінтон як кандидата від демократів у президенти на виборах 2008 року. Під час сенатських виборів у 2014 році Прайор зазнав поразки від республіканця Тома Коттона.
Одружений, має двох дітей. Баптист.